# Grzegorz Masternak
Grzegorz Masternak (ur. 2 kwietnia 1970 w Mysłowicach) – polski szachista, mistrz międzynarodowy od 1996 roku, sędzia szachowy pierwszej klasy.

## Kariera szachowa
Jest dwukrotnym medalistą mistrzostw Polski juniorów. Pierwszy medal (brązowy) zdobył w 1989 r. w Jędrzejowie (w kategorii do 19 lat), natomiast drugi (srebrny) – w 1990 r. w Nisku (w kategorii do 20 lat). W 1993 r. zwyciężył w międzynarodowym otwartym turnieju w Chorzowie. W 1994 r. zdobył w Lubniewicach brązowy medal drużynowych mistrzostw Polski, w barwach klubu „Górnik” Zabrze, natomiast w 1995 r. podzielił II miejsce (za Markiem Oliwą) w otwartym turnieju w Bytomiu. W 2013 r. wystąpił w III reprezentacji Polski na rozegranych w Warszawie drużynowych mistrzostwach Europy.
Kapitan drużyny Wasko HETMAN Katowice, zdobywcy tytułu drużynowego mistrza Polski w latach 2007, 2008, 2010 oraz 2013.
Najwyższy ranking w karierze osiągnął 1 lipca 1995 r., z wynikiem 2395 punktów dzielił wówczas 30-37. miejsce wśród polskich szachistów. Od 2001 r. w turniejach klasyfikowanych przez Międzynarodową Federację Szachową występuje bardzo rzadko.